# Славей Златев
Славей Златев е български астроном, научен сътрудник.

## Биография
Получил е висшето си образование във Физическия факултет на Софийския университет „Св. Климент Охридски“. Създател на Астрономическата обсерватория Кърджали (която сега носи неговото име) и един от основателите на кърджалийския клон на Съюза на учените в България. Член е на Европейското астрономическо дружество. Участник в международни проекти за разработване на космическа апаратура, в резултат на които са създадени уредите „Шипка“, и „Лима-Д-Р“, летели с комическите станции „Фобос“. Работи и в областта на археоастрономията. Трагично загива при автомобилна катастрофа на 14 септември 1992 г.
На 20 октомври 2005 г. е обявен за почетен гражданин на Кърджали.